# Drapetis sekeletui
Drapetis sekeletui är en tvåvingeart som beskrevs av Smith 1969. Drapetis sekeletui ingår i släktet Drapetis och familjen puckeldansflugor. Inga underarter finns listade i Catalogue of Life.